# قائمة أشخاص وضعت صورهم على عملات معدنية بريطانية
هذه قائمة بالأشخاص الذين وضعت صورهم على العملات النقدية الصادرة في المملكة المتحدة. في العملات البريطانية تُنقش صورة الملك الحالي أو الملكة الحالية على وجه العملة، وبالتالي فإن معظم الأشخاص الذين سترد أسماؤهم في هذه القائمة قد نُقشت صورهم على ظهر العملة.

## القائمة

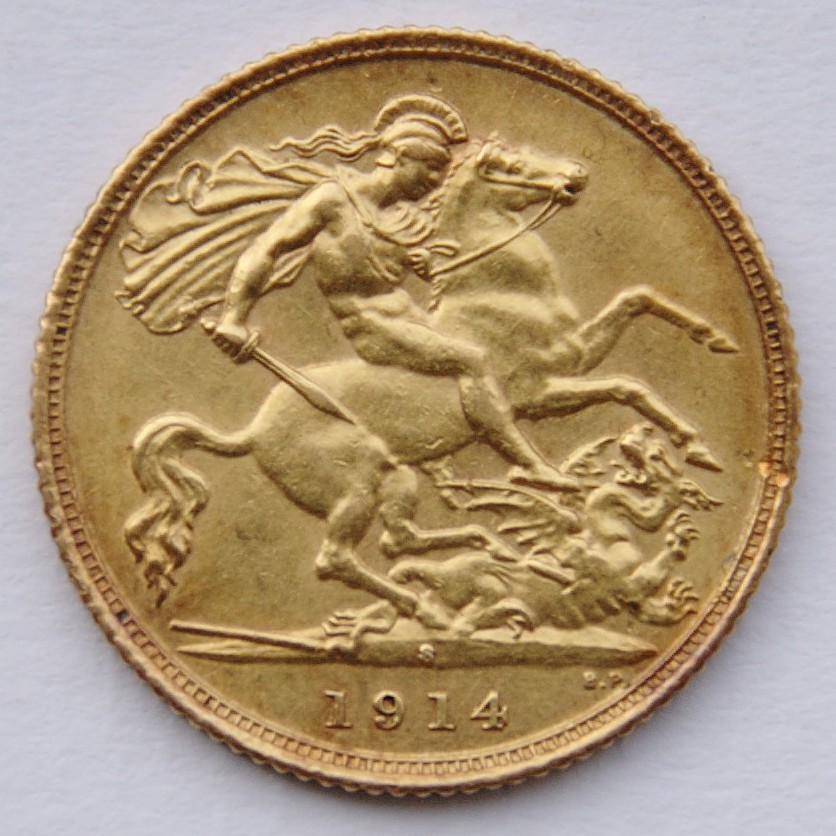
القديس جورج على عملة من فئة السوفرين صدرت سنة 1817

- إديث كافيل (1865 ـ 1915): نُقشت صورتها على عملة معدنية من فئة الخمسة جنيهات، في ذكرى مرور مائة عام على الحرب العالمية الأولى (2015).[1]
- إزامبارد كينغدم برونل (1806 ـ 1859): نقشت صورته على عملة معدنية من فئة الجنيهين، في ذكرى مرور مائتي عام على مولده (2006).[2]
- الملكة إليزابيث الأولى (1533 ـ 1603): نُقشت صورتها على عملة معدنية من فئة الخمسة جنيهات، في ذكرى مرور 450 عامًا على جلوسها على العرش (2008).[3]
- إليزابيث، الملكة الأم (1900 ـ 2002): نُقشت صورتها على العملات المعدنية مرتين:
  - 1980: على عملة معدنية من فئة 25 بنسًا، احتفالًا بعيد ميلادها الثمانين.[4]
  - 2000: على عملة معدنية من فئة الخمسة جنيهات، احتفالًا بعيد ميلادها المئوي.[5][6]
- تشارلز، أمير ويلز (ولد سنة 1948): نُقشت صورته على العملات المعدنية ثلاث مرات:
  - 1981: على عملة معدنية من فئة 25 بنسًا، احتفالًا بزفافه على الليدي ديانا سبنسر.[7]
  - 1998: على عملة معدنية من فئة الخمسة جنيهات، احتفالًا بعيد ميلاده الخمسين.[8]
  - 2008: على عملة معدنية من فئة الخمسة جنيهات، احتفالًا بعيد ميلاده الستين.[3]
- تشارلز داروين (1809 ـ 1882): نُقشت صورته على عملة معدنية من فئة الجنيهين بمناسبة مرور مائتي عام على وفاته (2009).[9]
- القديس جورج (توفي سنة 303): نُقشت صورته على العملات المعدنية ثلاث مرات:
  - 1817: على سوفرين ذهبي.[10]
  - 1817: على عملة معدنية من فئة النصف سوفرين.
  - 2009: على عملة معدنية من فئة الربع سوفرين.
- ديانا أميرة ويلز (1961 ـ 1997): نُشت صورتها على العملات المعدنية مرتين:
  - 1981: على عملة معدنية من فئة 25 بنسًا، احتفالًا بزفافها على الأمير تشارلز.[7]
  - 1999: على عملة معدنية من فئة الخمسة جنيهات، ذكرى لوفاتها التي وقعت سنة 1997.[11]
- السير روجر بانستر (ولد سنة 1929): نُقشت صورته على عملة معدنية من فئة خمسين بنسًا، في الذكرى الخمسين لكسره حاجز الدقائق الأربع في سباق الميل (2004).[12]
- الملكة فيكتوريا (1819 ـ 1901): نُقشت صورتها على عملة معدني من فئة الخمسة جنيهات، بمناسبة مرور قرن على وفاتها (2001).[6]
- الأمير فيليب (ولد 1921): نُقشت صورته على العملات المعدنية ثلاث مرات:
  - 1997: على عملة معدنية من فئة الخمسة جنيهات، بمناسبة مرور خمسين عامًا على زواجه من الملكة إليزابيث الثانية (تظهر صورته على وجه العملة).[13]
  - 2007: على عملة معدنية من فئة الخمسة جنيهات، بمناسبة مرور ستين عامًا على زواجه من الملكة إليزابيث الثانية (تظهر صورته على وجه العملة).[14]
  - 2011: على عملة معدنية من فئة الخمسة جنيهات، احتفالًا بعيد ميلاده التسعين.[6]
- هربرت كتشنر (اللورد كتشنر) (1850 ـ 1916): نُقشت صورته على عملة معدنية من فئة الجنيهين، في ذكرى مرور مائة عام على اندلاع الحرب العالمية الأولى (2014).[15]
- الملك هنري الثامن (1491 ـ 1547): نُقشت صورته على عملة معدنية من فئة الخمسة جنيهات، بمناسبة مرور خمسة قرون على جلوسه على العرش (2009).[6]
- الأدميرال هوراشيو نيلسون (1758 ـ 1805): نُقشت صورته على عملة معدنية من فئة الخمسة جنيهات، في ذكرى مرور مائتي عام على وفاته (2005).[6]
- السير ونستون تشرشل (1874 ـ 1965): نُقشت صورته على العملات المعدنية مرتين:
  - 1965: نُقشت صوته على عملة كراون بمناسبة وفاته.[16][17]
  - 2015: نُقشت صورته على عملة من فئة الخمسة جنيهات بمناسبة مرور خمسين عامًا على وفاته.[18]